# Lux, Saône-et-Loire
Lux är en kommun i departementet Saône-et-Loire i regionen Bourgogne-Franche-Comté i östra Frankrike. Kommunen ligger i kantonen Chalon-sur-Saône-Sud som tillhör arrondissementet Chalon-sur-Saône. År 2022 hade Lux 1 902 invånare.

## Befolkningsutveckling
Antalet invånare i kommunen Lux
| Referens: INSEE |